# Jednostka regionalna Sporady
Jednostka regionalna Sporady (gr. Περιφερειακή ενότητα Σποράδων) – jednostka administracyjna Grecji w regionie Tesalia. Powołana do życia 1 stycznia 2011 w wyniku wydzielenia wysp z istniejącej wcześniej prefektury Magnezja. W 2021 roku liczyła 13 tys. mieszkańców.
W skład jednostki wchodzą gminy:
- Alonisos (2),
- Skiatos (1),
- Skopelos (3).